# Cephalotes inaequalis
Cephalotes inaequalis är en myrart som först beskrevs av Mann 1916.  Cephalotes inaequalis ingår i släktet Cephalotes och familjen myror. Inga underarter finns listade.